# Marc Pomponi (tribú 167 aC)
Marc Pomponi (en llatí Marcus Pomponius) va ser tribú de la plebs l'any 167 aC. Formava part de la gens Pompònia, una gens romana d'origen plebeu.
Juntament amb el seu col·lega Marc Antoni, es va oposar a la proposta del pretor Marc Juvenci Talna de declarar la guerra a Rodes. Va ser nomenat pretor l'any 161 aC i va fer aprovar un decret al senat pel qual es prohibia viure a la ciutat de Roma als filòsofs i retòrics.